# Pseudaclytia pseudodelphire
Pseudaclytia pseudodelphire är en fjärilsart som beskrevs av Rothschild 1912. Pseudaclytia pseudodelphire ingår i släktet Pseudaclytia och familjen björnspinnare. Inga underarter finns listade i Catalogue of Life.